# Albert Becker
Pour le joueur d'échecs, voir Albert Becker (joueur d'échecs).
Ne doit pas être confondu avec Albert Beckers.
Albert Becker est un compositeur et un chef d'orchestre prussien, de la période romantique, né à Quedlinbourg le 13 juin 1834 et mort à Berlin le 10 janvier 1899. Son plus célèbre élève a été Jean Sibelius. C'est le grand-père de Günter Raphael.